# Пыхтинское кладбище
Пыхтинское кладбище — кладбище на территории поселения Внуковское города Москвы. Находится в 9 км к юго-западу от МКАД по Боровскому шоссе у деревни Пыхтино.

## Общая информация
Кладбище работает с 9 до 19 часов, предлагает захоронения в гробу в могиле и захоронение урн с прахом кремированных, некрополь обслуживается ГБУ «Ритуал». Имеется открытый колумбарий, у входа находится церковь (часовня) святого Праведного Лазаря, построенная в 1996 году и открытая годом позднее. Первоначально на кладбище хоронили небогатых сельских жителей Подмосковья, позже начали хоронить также жителей столицы. Территория условно разделена на две части. Наиболее старые захоронения в лесопарковой зоне относятся к военному и послевоенному периоду, более новая часть содержит могилы людей, умерших в 1970-х годах и позднее, именно на ней осуществляются новые захоронения. Имеется мусульманский участок. Добраться до кладбища можно личным или общественным транспортом: от станции метро «Рассказовка» — № 950, от ж/д платформы Переделкино — № 579, от ж/д станции Солнечная — № 750, от ж/д станции Внуково — № 870. На противоположной стороне Боровского шоссе размещена станция метро «Пыхтино».
На Пыхтинское кладбище были перенесены захоронения с ликвидированного в 1990-х Федосьинского кладбища.

## Похороненные на Пыхтинском кладбище

### Личности

#### Актёры и актрисы
- Армандс Нейландс-Яунземс (1970—2010) — российский актёр театра и кино.
- Татьяна Проценко (1968—2021) — советская актриса, исполнительница роли Мальвины в музыкальной детской киносказке «Приключения Буратино».

#### Военнослужащие
- Борис Лахтин (1920—1987) — подполковник авиации, Герой Советского Союза

#### Герои Афганской войны
- Михаил Данилин (1962—1981) — рядовой, погиб в Афганистане.
- Владимир Емельянов (1964—1984) — ефрейтор, погиб в Афганистане.
- Алексей Лосев (1964—1983) — рядовой, погиб в Афганистане.

### Экипажи авиации
- Экипаж самолета Ту-154М авиакомпании «Внуковские авиалинии», погибший при авиационной катастрофе 29 августа 1996 года на острове Шпицберген